# ラジェシュワール・デヴコタ
ラジェシュワール・デヴコタ (ネパール語: राजेश्वर देवकोटा; 英語: Rajeshwor Devkota; 1929年10月8日 -  2015年8月10日)はネパールの元政治家、作家。

## 人物・経歴
1929年、ネパール王国のゴルカで生まれる。父は僧侶だった。
1951年、学生運動ジャヤム・サンスクリタム・アアンドラン(Jayam Sanskritam Aandolan)の指導者として活動。その後、1960年代には、ラストリヤ・パンチャーヤトで議長を務め、ラストリヤ・プラジャタントラ党を創設した。
作家としては、『UtsargaPrem』でマダン賞を受賞し、サジャ文学賞やバヌ賞も受賞した。
2015年にカトマンズの病院で亡くなった。死因は肺炎。